# Nicholas Lanier
Nicholas Lanier, o Lanière (Londres, 10 de setembre de 1588 - 24 de febrer de 1665) fou un cantant i compositor anglès.
Era fill de Jeroni Lanier, establert a Anglaterra a finals del segle xvi. El 1604 era membre de l'orquestra de la cort, i la seva fortuna va córrer les mateixes vicissituds que les dels seus reis Carles I i Jaume I. Durant el regnat dels dos monarques ocupà el lloc de mestre de la música del rei.
Va escriure música per a gran nombre de mascarades, notablement la de Ben Jonson, Lover Made Men, i introduí el recitatiu a Anglaterra. A més de compositor, era un bon cantant, hàbil flautista, discret pintor i actiu col·leccionant d'obres d'art.
Carles I l'envià a Itàlia perquè adquirís quadres i estàtues per incrementar la col·lecció d'art de Carles I. A venècia conegué a Daniel Nys, un exitós marxant d’art, que va propiciar que Lanier conegués a Ferran I Gonzaga, duc de Màntua i visités l'extensa col·lecció Gonzaga, la qual interessà molt a Lanier. Moltes de les seves obres acabaren formant part de la col·lecció del rei anglès; una de les més conegudes, el Triomf de Cèsar, de Mantegna, per exemple, es conserven a Hampton Cour.
Lanier va tenir la sort d'ésser retratat per Van Dyck, Lievens, Oliver i altres. Té un autoretrat que es conserva en el conservatori de música d'Oxford. Les seves composicions musicals es troben a Select Musicale Ayres and Dialogues (1653), The Musical Companion (1667), The Treasury of Music (1669), etc.